# Cuves (Haute-Marne)
Cuves is een gemeente in het Franse departement Haute-Marne (regio Grand Est) en telt 24 inwoners (2009). De plaats maakt deel uit van het arrondissement Chaumont.

## Geografie
De oppervlakte van Cuves bedraagt 5,0 km², de bevolkingsdichtheid is dus 4,8 inwoners per km².
De onderstaande kaart toont de ligging van Cuves (Haute-Marne) met de belangrijkste infrastructuur en aangrenzende gemeenten.

## Demografie
Onderstaande figuur toont het verloop van het inwonertal (bron: INSEE-tellingen).